# Trèvol
El trèvol (Trifolium) és un gènere amb unes 300 espècies dins la família de les Fabàcies Fabaceae. Aquest terme deriva de tri, que significa tres i folius, que significa fulla, fent referència al fet que les fulles estan formades per tres folíols.
Són plantes herbàcies anuals, bianuals o vivaces. Les fulles tenen tres foliols (molt rarament hi ha espècies amb cinc o set fulles). Presenten estípules adosades al peciol. Les inflorescències són denses formades per floretes de colors que oscil·len entre el vermell, el porpra, el blanc o el groc. Fructifiquen en llegums petits que contenen poques llavors.
Algunes espècies importants (s'assenyala amb les sigles "PC" les presents en la flora dels Països Catalans):
| - Trifolium africanum - Trifolium alpinum PC - Trifolium alexandrinum - Trifolium amabile - Trifolium ambiguum - Trifolium amoenum - Trifolium andersonii - Trifolium andinum - Trifolium angustifolium PC - Trifolium arvense PC - Trifolium attenuatum - Trifolium aureum PC - Trifolium badium PC - Trifolium beckwithii - Trifolium bejariense - Trifolium bifidum - Trifolium bocconei PC - Trifolium brandegeei - Trifolium breweri - Trifolium buckwestiorum - Trifolium calcaricum - Trifolium campestre PC - Trifolium carolinianum - Trifolium cernuum - Trifolium cherleri PC - Trifolium cyathiferum - Trifolium dalmaticum - Trifolium dasyphyllum - Trifolium dedeckerae - Trifolium depauperatum - Trifolium diffusum PC - Trifolium douglasii - Trifolium dubium - Trifolium echinatum - Trifolium eriocephalum | - Trifolium fragiferum PC - Trifolium friscanum - Trifolium fucatum - Trifolium glomeratum PC - Trifolium gracilentum - Trifolium gymnocarpon - Trifolium haydenii - Trifolium hirtum PC - Trifolium howellii - Trifolium hybridum PC - Trifolium incarnatum PC - Trifolium jokerstii - Trifolium kingii - Trifolium lappaceum PC - Trifolium latifolium - Trifolium leibergii - Trifolium lemmonii - Trifolium ligusticum PC - Trifolium lupinaster - Trifolium macraei - Trifolium macrocephalum - Trifolium medium PC - Trifolium michelianum - Trifolium micranthum PC - Trifolium microdon - Trifolium minutissimum - Trifolium montanum PC - Trifolium mucronatum - Trifolium nanum - Trifolium neurophyllum - Trifolium nigrescens PC - Trifolium obscurum PC - Trifolium ochroleucon PC - Trifolium olivaceum - Trifolium ornithopodioides PC | - Trifolium owyheense - Trifolium pallescens PC - Trifolium patens PC - Trifolium plumosum - Trifolium polymorphum - Trifolium pratense PC - Trifolium productum - Trifolium purpureum - Trifolium pygmaeum - Trifolium reflexum - Trifolium repens PC - Trifolium resupinatum PC - Trifolium retusum PC - Trifolium rubens PC - Trifolium scabrum PC - Trifolium semipilosum - Trifolium siskiyouense - Trifolium spadiceum PC - Trifolium spumosum PC - Trifolium squamosum PC - Trifolium stellatum PC - Trifolium striatum PC - Trifolium strictum PC - Trifolium subterraneum PC - Trifolium suffocatum PC - Trifolium sylvaticum PC - Trifolium thalii PC - Trifolium tomentosum PC - Trifolium trichocalyx - Trifolium uniflorum - Trifolium variegatum - Trifolium vesiculosum - Trifolium virginicum - Trifolium willdenowii - Trifolium wormskioldii |

## Distribució

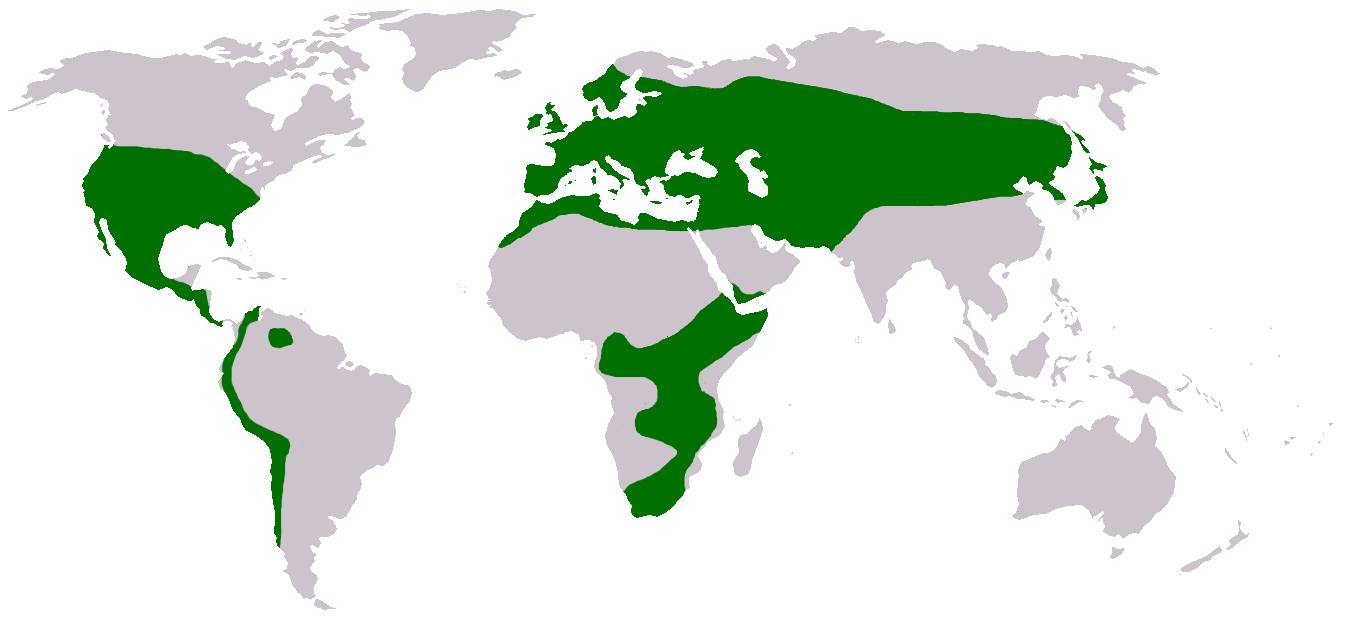
Mapa de distribució del gènere Trifolium

La distribució d'aquest gènere és cosmopolita; la més gran diversitat es troba en les regions de clima temperat de l'hemisferi nord, però a Amèrica del sud i Àfrica també hi ha moltes espècies. També n'hi ha en les contrades de clima tropical a les muntanyes de gran altitud.
Aquest gènere està especialment ben representat a la regió mediterrània i a Califòrnia.
Als Països Catalans es troben com autòctones 43 espècies i unes 7 més conreades.

## Cultiu

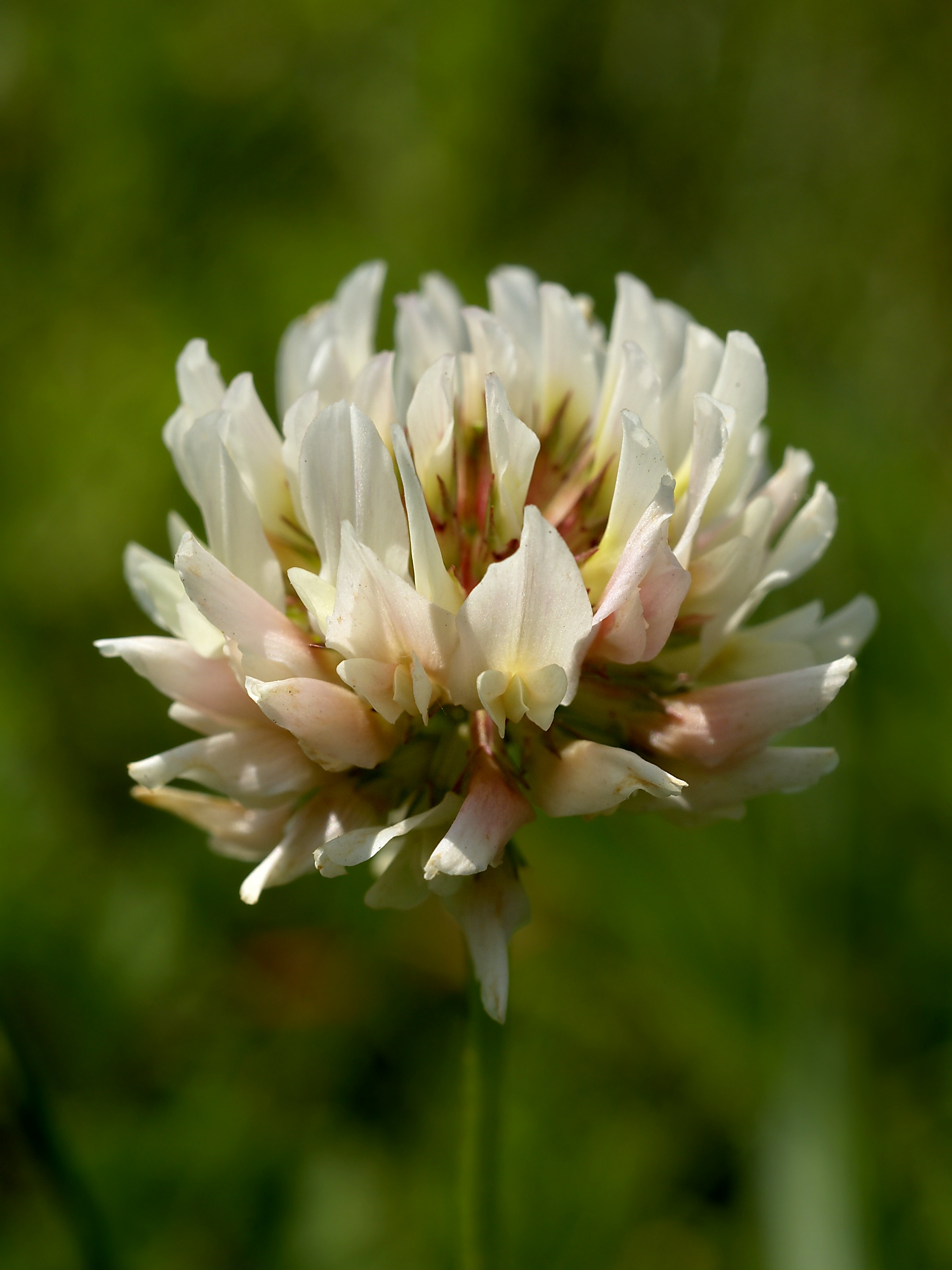
Inflorescència del trèvol blanc (Trifolium repens).

Diverses espècies són àmpliament cultivades com a plantes farratgeres. El trèvol més cultivat és el Trévol blanc (Trifolium repens) i el trèvol roig (Trifolium pratense). El trévol, ja sigui sols o sembrat en barreja creix abundantment, produint una abundant collita, és saborós i nutritiu per al bestiar. És un bon fixador del nitrogen, reduint així la necessitat de fertilitzants sintètics. Creix en una gran varietat de sòls i climes, i és útil, ja sigui per a pastures o per a compostatge.
En moltes zones, sobretot als sòls àcids, el trèvol té una curta durada a causa d'una combinació de les plagues d'insectes, malalties i pel balanç de nutrients, el que es coneix com a "malaltia del trèvol". Quan les rotacions dels cultius són manejades de manera que el trèvol no es repeteixi a intervals de més de vuit anys, creixerà amb més vigor.
La malaltia del trèvol, se sap més recentment, que també pot estar vinculada a la disminució de pol·linitzadors. La manera més eficaç de pol·linització per als trèvols són els abellots, que han disminuït com a resultat de la intensificació de l'agricultura. Les abelles també poden pol·linitzar als trèvol. Els agricultors gaudeixen dels beneficis de l'augment de resembra que es produeix amb l'augment d'activitat de les abelles, la qual cosa significa que el rendiment futur del trèvol seguirà sent abundant. Els apicultors es beneficien de la flor del trèvol, ja que aquesta és una de les principals fonts de nèctar per a les abelles.

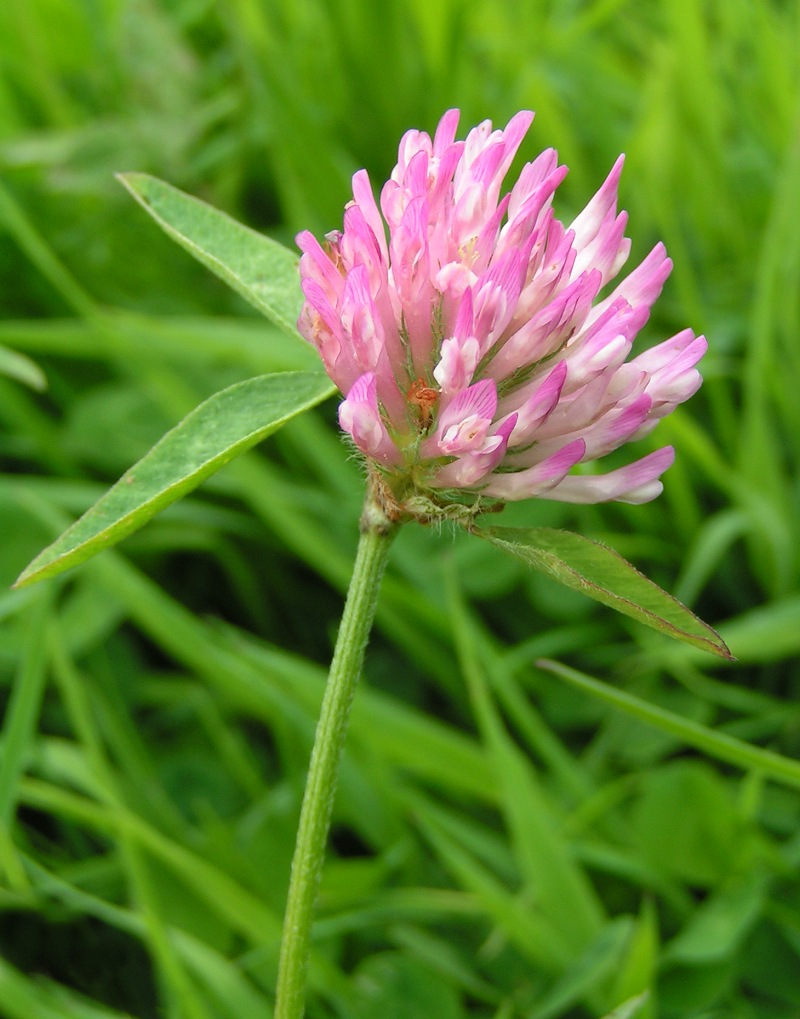
Inflorescència del trèvol roig (Trifolium pratense).

## Simbolisme i mitologia
Cada folíol té un significat especial: el primer de l'esquerra de la tija porta fama; el segón riquesa, el tercer un amant i el quart bona salut. Els trèvols algunes vegades tenen quatre foliols en lloc dels 3 i això es considera que dona bona sort.
El trèvol és un dels pals dels jocs de la baralla francesa.
En heràldica s'utilitza també aquesta figura.
El shamrock és un tipus de trèvol clar, símbol tradicional irlandès.